# Дайя, Вернер
Вернер Дайя (также писался Дайя-Берлин, нем. Werner Daya-Berlin. Настоящая фамилия — Карфункельштейн, нем. Werner Karfunkelstein, псевдоним Андрэ Виллар, фр. André Villard, 1881—?) — немецкий публицист и интеллектуал. Прошёл путь от умеренно левого к демократу, побывав ультралевым и правым.

## Биография

### Ранние годы
Происходил из зажиточной семьи Фёдора Карфункельштейна и Розы Вальтер — еврейских эмигрантов из России, хозяев экспедиторской фирмы. В 1902 г. перешёл из иудаизма в католичество.
В 1890—1893 гг. посещал Кёльнскую гимназию в Берлине-Митте одновременно с писателем Альфредом Дёблиным, который оставил о Дайе воспоминания.
Получил специальность инженера. Занимался предпринимательством, затем стал писателем и журналистом.
На заре 1900-х гг. примкнул к социал-демократическому, а затем к анархическому движению. Сотрудничал в журналах Свободный рабочий, Анархист (Берлин), Путь (Вена). Был знаком со многими известными левыми своего времени, в частности, с Эрихом Мюзамом.
Принадлежал к полубогемным кругам. Хорошо владея русским языком, переводил русскую беллетристику (в частности, произведения Михаила Арцыбашева) под своим французским псевдонимом и занимался исследованием современной ему русской литературы. Очевидно, бывал на литературных семинарах Вячеслава Иванова «на Башне» в Санкт-Петербурге. Немецкая полиция подозревала Дайю в сотрудничестве с Охранным отделением. В Петербурге Дайя познакомился с местной уроженкой, Анной Гостевой (1889-?), на которой затем женился.
В 1902—1905 гг. — соредактор анархического журнала Борьба (Берлин). В 1904 г. выдвигался на выборах в рейхстаг, однако затем снял свою кандидатуру. В 1905 г. бежал от полицейского преследования в Женеву, затем перебрался в Мюнхен.
В 1906 г. имя Дайи оказалось в центре скандала: Карл Либкнехт со страниц центрального органа социал-демократов «Форвертс» обвинил Дайю в том, что при обыске у него был обнаружен список всех русских анархистов в Берлине.
В 1907 г. Дайя вместе с товарищами по движению был арестован и обвинен в государственной измене, подстрекательству к мятежу и высмеиванию германской армии. В 1911 г. стал подданным Баварии, в 1919 г. получив от баварских властей разрешение взять псевдоним «Дайя» как официальную фамилию.

### Первая мировая война
С началом Первой мировой войны Дайя записался добровольцем в армию, но уже через 4 месяца был комиссован из-за болезни сердца. В это время он резко сменил свои политические взгляды на патриотические и национал-либеральные. Причины такого поворота неизвестны, однако о них можно судить по красноречивой дневниковой записи Эриха Мюзама, летом 1916 г. встретившего Дайю на Амалиенштрассе в Мюнхене.
По словам Мюзама, Дайя обвинил его в том, что за год до того Мюзам повторил старые обвинения Либкнехта перед двумя свидетелями и потребовал от него ответить за свои слова. Как указывает Мюзам, эти претензии только укрепили его во мнении о «ненадежности» Дайи, который «из бывшего анархиста резко стал католиком, отринул все свои прошлые убеждения и теперь занимается в высшей степени низкими вещами». Словесная перепалка быстро перешла в драку: по словам Мюзама, «эта мразь ударила меня кулаком по лицу и разбила пенсе, так что я был обезоружен».
Незадолго до конца войны Дайя выпустил свою наиболее известную работу — «Продвижение на Восток» (1918), в которой излагал свой взгляд на будущее германо-русских взаимоотношений и экономико-стратегические выгоды Германии в азиатской части России, в противовес традиционной восточноевропейской колонизации. Ещё до нацистов предложил создание континентального германо-русско-японского блока.
Разбор данных идей Дайи дал Михаил Дитерихс в своей книге «Убийство царской семьи и членов Дома Романовых на Урале», указав, что в плане Дайи «нет ни одной идеологической мысли, что является характерным знамением всех политических и национальных тенденций Германии последнего времени; все строится на материальных расчетах, материальных выгодах, материальной власти, материализованной душе», а самого автора назвав «большевиком справа».
Примечательно, что схожую отрицательную оценку книга Дайи получила и в советской литературе, в которой он был назван представителем «наиболее крайнего крыла германской военной партии».

### Годы Веймарской республики
После окончания войны Дайя в течение полугода (декабрь 1918 — июль 1919 гг.) был генеральным секретарём Демократической партии Баварии. После сложения полномочий некоторое время работал директором киностудии, а затем стал представителем концерна Deutsche Werke в Мюнхене.
На этой должности Дайя в 1923 г. оказался вовлечён в т. н. «дело Фукса-Маххауса», главные фигуранты которого были обвинены в государственной измене по подозрению в организации в Баварии сепаратистского путча (как потом выяснилось, попытка была инспирирована французской разведкой). После завершения процесса и освобождения Дайя перебрался в Берлин.

### Последние годы
Дайя жил в Берлине (улица Курфюрстендамм, 144) до 1930-х гг. (работал инженером, запатентовал сигнальный аппарат для железной дороги), пока не эмигрировал в Великобританию, где снова занялся предпринимательством (куплей-продажей трубопроката). Увлекался археологией, собрал коллекцию редких палеолитических камней.

## Сочинения
- Bergarbeiterstreik im Ruhrgebiet und Anarchismus. [s.l.], [1905?]

Чешская версия:
- Hornická stávka v Poruhří a anarchism. Bruch: Venta, [1905?].
- Die sexuelle Bewegung in Russland // Zeitschrift für Sexualwissenschaft. 1908. Heft 8. S. 493—502.
- Der Aufmarsch im Osten. Russisch-Asien als deutsches Kriegs- u. Wirtschaftsziel. Dachau: Einhorn-Verlag, 1918.